# Ченино Ченини
Ченино ди Андреа, звани Ченино Ченини (Сијена, око 1370 – Фиренца?, око 1440.?) био је италијански сликар позне готике.

## Биографија
Познато је врло мало података из Ченинијевог живота. Учио је сликарство у радионици Ањола Гадија чији је отац Тадео Гади, био Ђотов ученик. Ченини је написао познати трактат о умјетности под именом Књига о умјетности (итал. Libro dell’Arte) који се сматра првим техничким трактатом на вулгарном језику. Као да се ради о куварским рецептима, Ченини у овом тракткату од 189 поглавља описује природу различитих умјетничких материјала и начине на које их треба третирати у различитим сликарским техникама.
У књизи се могу наћи детаљни описи скоро свих фацета сликарског заната; почев од тога како направити властите угљене штапиће паљењем гранчица, па до припремања различитих сликарских пигмената у зависности од жељеног коначног резултата.
Најважнији допринос ове Ченинијеве књиге лежи у примјени модела из природе на сликарство. Ченини тврди да уколико сликар жели представити једну планину, то ће најбоље учинити ако посвети одређено вријеме посматрајући природу. У овом случају препоручује да сликар понесе са собом комад стијене у атеље и на основу ње реконструише планину у цјелини. Исто тврди у случају да се жели представити дрвеће, гдје препоручује гранчице; или ријека, гдје препоручује да сликар понесе у атеље мало воде из ријеке. Овим системом Ченини започиње један нови метод за спознају стварности примјењен на сликарство.
Данас је ова књига од велике важности на пољу рестаурације умјетничких дјела, посебно оних из средњег вијека, пошто се у њој налазе детаљне информације о начину припреме и употребе сликарских материјала из средњовјековног доба.
Са сигурношћу није познато ни мјесто ни датум његове смрти.